# Тепениця
Тепе́ниця — село в Україні, в Коростенському районі Житомирської області. Входить до складу Олевської міської громади. Населення становить 1012 осіб.

## Географія
Село розташована на правому березі річки Уборть.

## Історія
У 1906 році село  Олевської волості Овруцького повіту Волинської губернії. Відстань від повітового міста 105 верст, від волості 5. Дворів 105, мешканців 600.

## Населення
Згідно з переписом УРСР 1989 року чисельність наявного населення села становила 1164 особи, з яких 563 чоловіки та 601 жінка.
За переписом населення України 2001 року в селі мешкала 1001 особа.

### Мова
Розподіл населення за рідною мовою за даними перепису 2001 року:
| Мова       | Відсоток |
| ---------- | -------- |
| українська | 99,11 %  |
| російська  | 0,69 %   |
| білоруська | 0,20 %   |

## Галерея

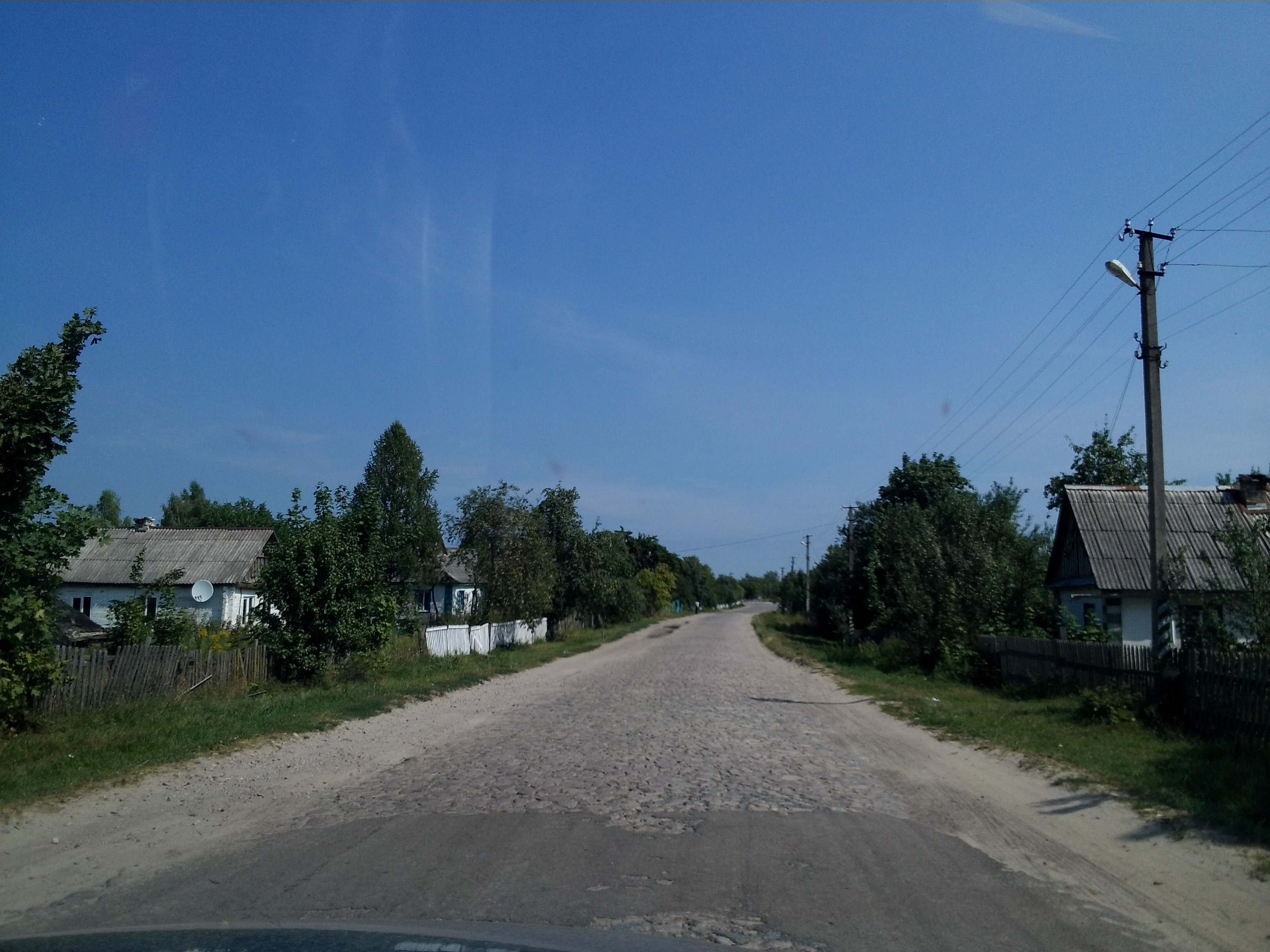
Центральна вулиця